# Fermín Emilio Sosa Rodríguez
Fermín Emilio Sosa Rodríguez (ur. 12 kwietnia 1968 w Izamal) – meksykański duchowny katolicki, arcybiskup, nuncjusz apostolski nuncjusz apostolski w Boliwii od 2023. 

## Życiorys
Święcenia kapłańskie otrzymał 12 lipca 1998 i został inkardynowany do archidiecezji Yucatán. W 1998 rozpoczął przygotowanie do służby dyplomatycznej na Papieskiej Akademii Kościelnej. 1 stycznia 2003 rozpoczął służbę w dyplomacji watykańskiej pracując jako sekretarz nuncjatury w Papui-Nowej Gwinei (2003–2007). Następnie w latach 2007–2012 był pracownikiem nuncjatury w Burkina Faso. W roku 2012 został radcą nuncjatury apostolskiej w Stanach Zjednoczonych, a w 2016 w Kanadzie. W latach 2019–2021 był radcą nuncjatury w Serbii.
31 marca 2021 papież Franciszek mianował go arcybiskupem tytularnym Virunum oraz nuncjuszem apostolskim w Papui-Nowej Gwinei. Sakrę biskupią otrzymał 19 czerwca 2021 z rąk sekretarza stanu Stolicy Apostolskiej, kardynała Pietro Parolina. 16 grudnia 2021 został jednocześnie akredytowany na Wyspach Salomona. 
17 listopada 2023 papież Franciszek przeniósł go na urząd nuncjusza apostolskiego w Boliwii.